# Hrvatsko Polje
Hrvatsko Polje  (1991-ig Srpsko Polje) falu Horvátországban Lika-Zengg megyében. Közigazgatásilag Otocsánhoz tartozik.

## Fekvése
Zenggtől légvonalban 19 km-re, közúton 31 km-re délkeletre, községközpontjától légvonalban 10 km-re, közúton 13 km-re északnyugatra a Mala Kapela és a Velebit-hegység között, azon belül pedig Kompolje és a Senjsko bilo között fekszik. A falutól nyugatra a Vratnik hegy irányába völgy húzódik, melynek végében néhány barlang (Cvijanovićeva pećina, Luljakusova pećina, Zagruša és a Senjsko Bilo lejtőjén Bjelobabuša) is található gazdag cseppkődíszekkel ékesítve. A falu látképét a Senjsko Bilo uralja az 1492 méter magas Bijeli vrh csúccsal. Különösen tiszta időben forró nyarakon ritka látványosság a Velebiti fatamorgana.

## Története
Területe már a történelem előtti időkben is lakott volt. A Velika Punta nevű magaslaton az illírek egyik törzsének a japodoknak erődített települését tárták fel. A leletek között cserépmaradványok, vasból készített használati tárgyak kerültek elő. Ugyancsak japod erődítmény állt Bjeljevinánál a Stražište nevű magaslaton. A középkorban a falu területe lakatlan volt, határa Kompoljéhoz tartozott. 
A 17. században elején 1611-ben Gusić Zsigmond zenggi kapitány a török elől menekülő pravoszláv vallású vlachokat telepített le ide. Később részben újabb pravoszláv családokat, részben északnyugatról Krajna, a horvát Hegyvidék (Gorski kotar) területéről katolikus horvátokat letelepítettek. Lakói a letelepítés fejében a török elleni harcokban katonai szolgálatot láttak el. A település a katonai határőrvidék részeként az otocsáni határőrezredhez tartozott. Hívei a brlogi parókiához tartoztak. A 17. század végén és a 18. század elején „Vlaško Kompolje” volt a neve. A falunak 1857-ben 999, 1910-ben 1263 lakosa volt. A trianoni békeszerződésig Lika-Korbava vármegye Otocsáni járásához tartozott. Ezt követően előbb a Szerb-Horvát-Szlovén Királyság, majd Jugoszlávia része lett. A honvédő háborúban a horvát csapatok ellentámadása során szerb lakossága elmenekült. 1991-ben a falu nevét Hrvatsko Poljéra változtatták. A falunak 2011-ben 182 lakosa volt.

## Lakosság
| Lakosság változása | Lakosság változása | Lakosság változása | Lakosság változása | Lakosság változása | Lakosság változása | Lakosság változása | Lakosság változása | Lakosság változása | Lakosság változása | Lakosság változása | Lakosság változása | Lakosság változása | Lakosság változása | Lakosság változása | Lakosság változása |
| ------------------ | ------------------ | ------------------ | ------------------ | ------------------ | ------------------ | ------------------ | ------------------ | ------------------ | ------------------ | ------------------ | ------------------ | ------------------ | ------------------ | ------------------ | ------------------ |
| 1857               | 1869               | 1880               | 1890               | 1900               | 1910               | 1921               | 1931               | 1948               | 1953               | 1961               | 1971               | 1981               | 1991               | 2001               | 2011               |
| 999                | 1.190              | 982                | 1.105              | 1.174              | 1.263              | 1.178              | 1.147              | 978                | 884                | 746                | 671                | 498                | 395                | 215                | 182                |

## Nevezetességei
Az 591 méteres Velika Punta nevű részben erdővel borított magaslaton ókori erődített település romjai találhatók. A települést körben széles falak védték, míg a bejáratnál kétoldalt kis védő halmok álltak. A falakon belüli területet 1979-ben tárták fel, amikor egy 10,5 méretes nagyméretű, durván megmunkált kövekből épített falszakaszt bontottak ki. A középső rész kis méretű tört kövekkel volt tele. Találtak még számos vaskori edénytöredéket cserépmaradványt, vasból készített használati tárgyakat, az egykori házak padlózatát és háziállatok csontjait.